# Октябрь (Бобруйский район)
Октя́брь (бел. Акця́бр) — деревня в составе Ковалевского сельсовета Бобруйского района Могилёвской области Беларуси.

## Этимология
Топоним «Октябрь» является мемориальным и символическим названием, данным в честь Октябрьской революции.

## Географическое положение
Октябрь расположен в 28 км на юго-восток от Бобруйска, 1 км от железнодорожной станции Микуличи на линии Бобруйск — Жлобин и в 82 км от Могилёва. Транспортные связи осуществляются по просёлочной дороге и далее расположенной автодороге Бобруйск — Гомель.
Деревянная двухсторонняя застройка деревни в основном представлена домами усадебного типа. На южной окраине Октября застройка каменная.

## История
Октябрь был основан в 1923 году жителями соседних деревень. В следующем, 1924 году посёлок получил от государства большой кусок земли, принадлежавшей ранее помещикам. В 1926 году имел статус посёлка. В колхоз жители деревни вступили в 1930-х годах.
Во время Великой Отечественной войны деревня была оккупирована немецко-фашистскими войсками с конца июня 1941 года по 28 июня 1944 года. В 1986 году деревня относилась к колхозу им. А. Невского. По состоянию на 1997 год, в Октябре находилась ферма крупного рогатого скота. По данным 2008 года, в деревне действовали клуб и библиотека.

## Население
- 1926 год — 70 человек, 17 дворов[1][3]
- 1959 год — 172 человек[1]
- 1970 год — 182 человек[1]
- 1986 год — 103 человека, 52 хозяйства[1]
- 1997 год — 122 человека, 55 дворов[3]
- 2007 год — 125 человек, 44 хозяйства[1]

## Комментарии
1. ↑  Название дано по: Назвы населеных пунктаў Рэспублікі Беларусь: Магілёўская вобласць: нарматыўны даведнік / І. А. Гапоненка і інш.; пад рэд. В. П. Лемцюговай. — Минск: Тэхналогія, 2007. — С. 80. — 406 с. — ISBN 978-985-458-159-0..